# 吉田正紀 (文化人類学者)
吉田 正紀（よしだ まさのり、1945年 - ）は、日本の文化人類学者、日本大学国際関係学部教授。
近年では、おもにインドネシア人と日本人の異文化結婚を事例として、異文化接触について研究している。

## 経歴
神奈川県生まれ。1967年に立教大学経済学部を卒業し、大学院文学研究科地理学専攻へ進み、1972年に文学修士を取得した。
イリノイ大学アーバナ・シャンペーン校大学院に留学して人類学を専攻し、1990年に、スマトラ島東部北スマトラ州トゥビン・ティンギ (Kota Tebing Tinggi) のジャワ人移住地における民間医療文化についての研究「The folk healers and their patients: Continuing viability of folk health care systems in the multiethnic settings in North Sumatra, Indonesia」により、Ph.D. を取得した。
帰国後は、立教大学非常勤講師を経て、日本大学国際関係学部教授となった。

## おもな著作

### 単著
- 民俗医療の人類学：東南アジアの医療システム、古今書院、2000年
- 異文化結婚を生きる、新泉社、2010年

### 翻訳
- ピーター・ワースレイ、千年王国と未開社会：メラネシアのカーゴ・カルト運動、紀伊国屋書店、1981年
- （加藤将史との共訳）ジェームズ・スタンロー (James Stanlaw)、和製英語と日本人―言語・文化接触のダイナミズム (Japanese English)、新泉社、2010年